# Johnny Luboya Nkashama
Johnny Luboya Nkashama, né en 1966, est un militaire de la république démocratique du Congo. Il est gouverneur militaire de la province de l'Ituri depuis mai 2021.

## Biographie
Johnny Luboya Nkashama est né en 1966.
Pendant la deuxième guerre du Congo (1998-2003), Johnny Luboya Nkashama est le chef des renseignements militaires du RCD-Goma, un groupe militaire allié au Rwanda.
Il est commandant de la 1re zone de défense des Forces armées de la république démocratique du Congo (FARDC), chef d'état major de la 13e région militaire de l'ex Équateur.
Après la mise en place de l'état de siège au Nord-Kivu et en Ituri en mai 2021, Johnny Luboya Nkashama est nommé gouverneur militaire de l'Ituri depuis le mai 2021 par président de la république, Félix Tshisekedi.